# Kalle Anka söker nattkvarter
Kalle Anka söker nattkvarter (engelska: Wide Open Spaces) är en amerikansk animerad kortfilm med Kalle Anka från 1947.

## Handling
Kalle Anka är på semester på landsbygden. När övernattning på motell visat sig vara för dyrt, bestämmer han sig för att sova i skogen istället. En idé som har sina risker.

## Om filmen
Filmen hade svensk premiär den 1 mars 1948 och visades på biografen Spegeln i Stockholm.

## Rollista
- Clarence Nash – Kalle Anka
- Billy Bletcher – motellägare[6]